# Apilocrocis pimalis
Apilocrocis pimalis is een vlinder uit de familie van de grasmotten (Crambidae), uit de onderfamilie van de Spilomelinae. De wetenschappelijke naam van deze soort is voor het eerst voorgesteld als Sylepta pimalis door William Barnes en Foster Hendrickson Benjamin in een publicatie uit 1926.
De soort komt voor in Arizona.